# Esgrima na Universíada de Verão de 1981

## Quadro de medalhas
| Ordem | País                | Medalha de ouro | Medalha de prata | Medalha de bronze |   |
| ----- | ------------------- | --------------- | ---------------- | ----------------- | - |
| 1     | ITA Itália          | 3               |                  | 1                 | 4 |
| 2     | URS União Soviética | 2               | 4                | 1                 | 7 |
| 3     | ROM Romênia         | 2               | 2                | 1                 | 5 |
| 4     | SWE Suécia          | 1               |                  |                   | 1 |
| 5     | FRA França          |                 | 1                | 1                 | 2 |
| 6     | SUI Suíça           |                 | 1                |                   | 1 |
| 7     | HUN Hungria         |                 |                  | 2                 | 2 |
| 8     | BUL Bulgária        |                 |                  | 1                 | 1 |
| 8     | CUB Cuba            |                 |                  | 1                 | 1 |